# James Lapine
James Lapine, né le 10 janvier 1949 à Mansfield, est un metteur en scène, dramaturge, librettiste, scénariste et réalisateur américain.

## Biographie
James Lapine est diplômé de la California Institute of the Arts en 1973 où il a étudié la photographie et le graphisme. En 1982, il rencontre Stephen Sondheim et créent ensemble une comédie musicale intitulée Sunday in the Park with George en 1984. Elle remporte le prix Pulitzer de l'œuvre théâtrale l'année suivante. Stephen Sondheim et lui collaborent ensuite sur d'autres œuvres : Merrily We Roll Along (1985), Into the Woods (1987), Passion (en) (1994) et Sondheim on Sondheim (en) (2010).
En plus de son activité de metteur en scène, dramaturge et librettiste au théâtre, James Lapine a réalisé des films au cinéma et à la télévision : Impromptu (1991), Graine de star (1993), Les Fugueurs (1999), Six by Sondheim (en) (2013) et Custody (2016). Il a également scénarisé le film musical Into the Woods en 2014.